# Västra Kullstjärnen
Västra Kullstjärnen är en sjö i Malung-Sälens kommun i Dalarna och ingår i Dalälvens huvudavrinningsområde. Sjön har en area på 0,0662 kvadratkilometer och ligger 492,5 meter över havet. Vid provfiske har abborre fångats i sjön.

## Delavrinningsområde
Västra Kullstjärnen ingår i det delavrinningsområde (677215-135333) som SMHI kallar för Ovan Kinnvallen. Medelhöjden är 505 meter över havet och ytan är 40,05 kvadratkilometer. Det finns ett avrinningsområde uppströms, och räknas det in blir den ackumulerade arean 48,13 kvadratkilometer. Äran som avvattnar avrinningsområdet har biflödesordning 3, vilket innebär att vattnet flödar genom totalt 3 vattendrag innan det når havet efter 441 kilometer. Avrinningsområdet består mestadels av skog (72 procent) och sankmarker (14 procent). Avrinningsområdet har 0,61 kvadratkilometer vattenytor vilket ger det en sjöprocent på 1,5 procent.